# Aline Szewkies
 Aline Blochtein  Szewkies (em hebraico:  אילנית; Porto Alegre, 1 de junho de 1989), é uma nutricionista, guia de turismo e youtuber conhecida pelo canal do YouTube "Israel com Aline". Aline também atua como guia de turismo em Israel. É considerada especialista em história de Israel. Atualmente mora em Jerusalém.

## Biografia
Filha do psiquiatra, e cidadão de Porto Alegre Jorge Ignacio Szewkies e da bióloga e professora da PUC-RS Drª Betina Blochtein, Aline Szewkies foi para Jerusalém pela primeira vez aos 17 anos, tendo migrado com 20 anos em definitivo para Israel. Lá iniciou o canal do YouTube "Israel com Aline" a partir de maio de 2020 que em junho de 2023 já contava com 1 milhão e 620 mil inscritos. Desde então Aline tem se aprimorado na história de Israel e acompanhado expedições no território de Israel.